# Incendio del edificio en Mangaf
El 12 de junio de 2024, a primera hora de la mañana se produjo un incendio en un edificio residencial en Mangaf, en la gobernación Ahmadi de Kuwait, que albergaba a 196 trabajadores migrantes varones  del grupo NBTC, y mató a 50 trabajadores migrantes,  al menos 46 de los cuales eran de la India, e hirieron a unas 50 personas más. La mayoría de las víctimas murieron por inhalación de humo, mientras que otras sufrieron heridas mortales al caer . El propietario del edificio fue detenido tras el incendio.
Funcionarios indios como el Primer Ministro Narendra Modi y la Ministra de Estado de Asuntos Exteriores Kirti Vardhan Singh ofrecieron sus condolencias y ayuda a los familiares de las víctimas. También organizaron la repatriación de los restos de sus nacionales fallecidos.

## Incendio
El incendio se informó a las 06:00 AST (03:00 GMT) en la planta baja de un edificio residencial de seis pisos que alberga a 196 trabajadores migrantes exclusivamente hombres  del Grupo NBTC, que también alquilaba el sitio. El incendio comenzó en la sala de seguridad antes de extenderse a la cocina, donde había más de 20 cilindros de GLP y otros materiales inflamables, lo que permitió que el fuego se propagara rápidamente. Las llamas envolvieron la parte inferior del edificio y un espeso humo negro se elevaba desde los pisos superiores. La mayoría de las muertes se debieron a la inhalación de humo mientras dormía, mientras que varias víctimas sufrieron lesiones por caídas. Las agencias de seguridad rescataron a 67 personas. Cinco bomberos resultaron heridos durante las labores de rescate. Los bomberos extinguieron el incendio 10 minutos después de su llegada.
Una investigación preliminar encontró que el incendio fue causado por un cortocircuito eléctrico en la habitación del guardia de seguridad ubicada en la planta baja del edificio  y fue exacerbado por el uso de un material inflamable para dividir apartamentos y habitaciones. También descubrió que una puerta cerrada impedía que las víctimas escaparan a la azotea.

## Víctimas
Cincuenta personas murieron y al menos otras 50 resultaron heridas y trasladadas al hospital. Todas las víctimas eran trabajadores inmigrantes varones, la mayoría de la India, todos empleados del Grupo NBTC. Funcionarios de la embajada india visitaron a los heridos en los hospitales. Hasta el 14 de junio se habían identificado 48 cadáveres. Fue el segundo incendio más mortífero en Kuwait tras de ocurrir el incendio de 2009 que mató a 57 personas.
Kuwait depende en gran medida de la mano de obra migrante, pero los grupos de derechos humanos han observado sus malas condiciones de vida. De 2022 a 2024, más de 1.400 trabajadores indios murieron en Kuwait, y la embajada de la India en la ciudad de Kuwait recibió 16.423 quejas entre marzo de 2021 y diciembre de 2023 debido a retrasos en los pagos, acoso y alojamiento deficiente. Un gran número de inmigrantes regresaron a la India debido a la pandemia de COVID-19.

## Consecuencias
El vice primer ministro, jeque Fahad Yusuf al-Sabah, ordenó el arresto del propietario del edificio y dijo que las violaciones de las normas de construcción provocaron el desastre. Un alto oficial de policía dijo a la televisión estatal que a menudo se emitían advertencias sobre el hacinamiento en este tipo de alojamiento. Posteriormente, el propietario del edificio fue detenido por negligencia.